# Mitsubishi F-15J
Mitsubishi F-15J/DJ Eagle je dvomotorni borbeni zrakoplov u službi japanskog ratnog zrakoplovstva. Temeljen je na američkom lovcu F-15 Eagle te je namijenjen svim vremenskim uvjetima. Model F-15J kao i kasnije inačice F-15DJ i F-15J Kai je na temelju licence proizvodio Mitsubishi Heavy Industries. Tako je Japan danas drugi najveći korisnik F-15 Eagle na svijetu (iza SAD-a kao primarnog korisnika).

## Povijest i razvoj
Tijekom lipnja i srpnja 1975. godine, Japanska obrambena agencija (danas Japansko ministarstvo obrane) je testirala američki lovac F-15 Eagle kao jedan od ukupno 13 potencijalnih kandidata koji bi zamijenili zastarjele avione F-104 Starfighter i F-4 Phantom II. Testiranje modela F-15C (jednosjed) i F-15D (dvosjed) je provedeno u kalifornijskoj zračnoj bazi Edwards koja je inače namijenjena testiranju zrakoplova na zemlji i u zraku. U prosincu iste godine, F-15 je proglašen pobjednikom i Vlada je odlučila kupiti 187 F-15J/DJ. Do travnja 1978. posao je dodijeljen domaćem proizvođaču Mitsubishi Heavy Industries koji je trebao započeti s licencnom proizvodnjom izvornika F-15C/D.
Nakon što je američki Kongres obavio reviziju, Ministarstvo obrane je Japanu uskratilo licencu za proizvodnju motora i sustava za elektroničko ratovanje. U početku su se zrakoplovi proizvodili u SAD-u te se izvozili klijentu. Ta proizvodnja je pomogla japanskoj vojnoj industriji kako bi kasnije mogla lako preći na samostalnu proizvodnju aviona. Japanskim zračnim snagama je u konačnici dostavljeno 203 F-15J i 20 F-15DJ od čega su dva F-15J i 12 F-15DJ proizvedena u McDonnell Douglasovoj tvornici u St. Louisu. Prvi F-15J koji je proizveden u Americi nazvan je "Mirovni orao" te je najprije dostavljen USAF-u gdje je prvi puta poletio 4. lipnja 1980. dok je 15. srpnja dostavljen Japanu. Nakon toga je proizvedeno još osam F-15J u obliku velikih komponenti koji su kao takvi poslani brodom u Japan gdje su sklopljeni te su poletjeli 26. kolovoza 1981. Od te godine Mitsubishi je započeo sa samostalnom proizvodnjom.
Tijekom 1980. godine japanska Vlada je na američko-japanskom forumu podnijela zahtjev za pristup naprednim tehnologijama ali je odbijena. Kasnije je američko Ministarstvo obrane dalo službenu izjavu na temelju koje je omogućeno korištenje prvotno zabranjene tehnologije raznih vrsta, uključujući kompozitne materijale.

## Dizajn
F-15J/DJ je identičan američkom izvorniku F-15C/D izuzev radarskog sustava upozoravanja i nuklearnog arsenala. Američki interni sustav protumjere AN/ALQ-135 i prijemnik radarskog sustava upozoravanja AN/ALR-56 su zamijenjeni s domaćim J/ALQ-8 i J/APR-4. Posao licencne proizvodnje turbomlaznog motora Pratt & Whitney F100 je dodijeljen tokijskoj korporaciji IHI. Svi zrakoplovi imaju po dva UHF radija koji imaju i mogućnost VHF-a. Također, japanski F-15J ima vlastiti podatkovni link te ne podržava američki Link 16 koji koristi USAF-ov F-15C.
Godine 1987. započeo je proces nadogradnje postojećih zrakoplova. Poboljšanje je uključivalo bolje središnje računalo, motore, sustav naoružanja te protumjere J/APQ-1. Prvi nadograđeni F-15J je prvi puta poletio 28. srpnja 2003. te je dostavljen testnom krilu ratnog zrakolovstva 21. listopada iste godine.
Dana 10. prosinca 2004. japanska Vlada je odobrila srednjoročni plan modernizacije F-15J kroz sljedećih pet godina u skladu sa smjernicama Nacionalnog programa obrane. Ova nadogradnja se provodila u fazama a uključivala je novo sjedalo za izbacivanje, zamjenu IHI-220E motora, snažniji računalni procesor i bolji sustav hlađenja te Raytheon AN/APG-63(V)1 radar. Spomenuti radar je proizvodio Mitsubishi Electric te je ugrađen u 80 lovaca. On podržava domaći zrak-zrak projektil AAM-4, japansku inačicu američkog AIM-120 AMRAAM-a.

## Inačice
- F-15J: prvotna inačica. Riječ je o borbenom jednosjedu kojeg je Mitsubishi proizveo u 139 primjeraka u razdoblju od 1981. do 1997. godine. Dva ogledna primjerka su proizvedena u američkom St. Louisu.[9]
- F-15DJ: dvosjed namijenjen obuci i treningu pilota ali može služiti i u borbenim zadacima. U Japanu ih je proizvedeno 25 (1981. – 1997.) a u SAD-u njih 12.[9]
- F-15J Kai: poboljšani model prvotne inačice F-15J. Budući da nije imao službeni naziv, mediji su ga nazvali Kai što u prijevodu znači "modificiran".[10]

## Korisnik
- Japan: japansko ratno zrakoplovstvo je tijekom studenog 2008. godine raspolagalo sa 157 F-15J i 45 F-15DJ aviona. Oni su raspoređeni na sljedeće baze:
- 2. zračno krilo, zračna baza Chitose
  - 201. taktičko-borbeni eskadron
  - 203. taktičko-borbeni eskadron
- 6. zračno krilo, zračna baza Komatsu
  - 303. taktičko-borbeni eskadron
  - 306. taktičko-borbeni eskadron
- 7. zračno krilo, zračna baza Hyakuri
  - 305. taktičko-borbeni eskadron
- 8. zračno krilo, zračna baza Tsuiki
  - 304. taktičko-borbeni eskadron
- 83. zračno krilo, zračna baza Naha
  - 204. taktičko-borbeni eskadron

## Tehničke karakteristike (F-15J)
Osnovne karakteristike
- posada: 1
- dužina: 19,43 m
- raspon krila: 13,05 m
- površina krila: 56,5 m²
- visina: 5,63 m

Letne karakteristike
- najveća brzina: +2,5 Macha (2.660 km/h, 1.650 mph)
- dolet: 1.900 km
- brzina penjanja: oko 254 m/sek. (> 50.000 stopa/sek.)
- najveća visina leta: 20.000 m
- specifično opterećenje krila: 358 kg/m²
- motor: 2× Pratt & Whitney F100-100 ili F-100-200 turbomlazni motor

Naoružanje
- naoružanje:
- Top: 1× 20 mm M61 Vulcan
- Nosač oružja: 
ukupno 10 nosača na koja se mogu montirati rakete, bombe i projektili.
- Rakete:
  - Mitsubishi AAM-3
  - Mitsubishi AAM-4
  - Mitsubishi AAM-5
  - AIM-7 Sparrow
  - AIM-9 Sidewinder
- Bombe:
  - Mk 82 (bomba opće namjene)
  - CBU-87 (kazetna bomba)

## Vidjeti također
Povezani zrakoplovi
- McDonnell Douglas F-15 Eagle

Usporedivi zrakoplovi
- Mikojan MiG-29
- Suhoj Su-27
- Panavia Tornado ADV
- Saab 37 Viggen
- Shenyang J-8II

## Vanjske poveznice
- Informacije o modelu F-15J na web stranicama proizvođača  Arhivirana inačica izvorne stranice od 11. lipnja 2011. (Wayback Machine)
- Japanese outline aircraft purchase plans for 2002-7
- Japan integrates XAAM-5 on F-15J
- Japan seeks to replace Phantoms